# Village Voice Film Poll
O Village Voice Film Poll é uma enquete anual publicada pelo The Village Voice, avaliada por mais de cem renomados críticos de cinema. A publicação é composta por dez listas top 10. Os resultados são divulgados sob o nome de J. Hoberman, Dennis Lim e Michael Atkinson.

## Vencedores

### Melhor Filme
- 1999 – Being John Malkovich
- 2000 – Beau travail
- 2001 – Mulholland Drive[1]
- 2002 – Far from Heaven
- 2003 – Lost in Translation
- 2004 – Before Sunset
- 2005 – A History of Violence
- 2006 – Army of Shadows
- 2007 – There Will Be Blood
- 2008 – Wall-E
- 2009 – The Hurt Locker
- 2010 – A Rede Social
- 2011 – A Árvore da Vida
- 2012 – The Master
- 2013 – Inside Llewyn Davis
- 2014 – Boyhood
- 2015 – Mad Max: Fury Road [2]
- 2016 – Moonlight
- 2017 – Phantom Thread[3]

### Melhor Desempenho
- 1999 – Hilary Swank – Boys Don't Cry
- 2000 – Gillian Anderson – Casa da Alegria
- 2001 – Naomi Watts – Mulholland Drive
- 2002 – Julianne Moore – Far from Heaven
- 2003 – Bill Murray – Lost in Translation
- 2004 – Imelda Staunton – Vera Drake
- 2005 – Heath Ledger – O Segredo de Brokeback Mountain
- 2017 – Saoirse Ronan – Lady Bird